# At the Showcase: Live in Chicago 1976–1977
At the Showcase: Live in Chicago 1976–1977 ist ein Jazzalbum von Sun Ra. Die am 21. Februar 1976 und am 4. und 10. November 1977 im Club The Jazz Showcase, Chicago entstandenen Aufnahmen erschienen am 26. April 2024 auf den Labels Jazz Detective, Deep Digs Music Group und Elemental Music.

## Hintergrund
Die beiden Mitschnitte entstanden in der Zeit der Aufnahmen zu den Sun-Ra-Alben Live in Cleveland (1976) bzw. von Some Blues but not the Kind That’s Blue,  Unity und The Soul Vibrations of Man (1977). Die Veröffentlichung erfolgte durch das Team des Produzenten Zev Feldman, zu dem der Sun-Ra-Experte Michael D. Anderson, außerdem Joe Lizzi und Matthew Lutthans bei der Übertragung der Originalbänder und dem Remastering von Richard Wilkersons Original-Reel-to-Reel-Aufnahmen gehörten. Das Begleitheft enthält einen Essay von John Corbett sowie Fragmente von Interviews mit Marshall Allen, David Murray, Matthew Shipp, Jack DeJohnette, Dave Burrell und Reggie Workman.

## Titelliste
- Sun Ra: At the Showcase: Live in Chicago 1976–1977 (Jazz Detective DDJD-014, Deep Digs Music Group DDJD-014, Elemental Music DDJD-014)[2]

LP1Recorded on November 4th & 10, 1977
1. New Beginning 3:09
2. View from Another Dimension 9:56
3. Synthesis Approach 8:16
4. Ankhnaton 5:46
5. Rose Room (Art Hickman, Harry Williams) 6:31
6. Moonship Journey 10:11
7. Velvet 8:19

LP 2Recorded on February 21, 1976
1. Calling Planet Earth & The Shadow World 17:40
2. Theme of the Stargazers 3:01
3. Space Is the Place 7:26
4. Applause 1:45
5. Ebah Speaks in Cosmic Tongue 3:24
6. Greetings from the 21st Century 2:23
7. Joe Segal Announcements 1:07

Wenn nicht anders vermerkt, stammen die Kompositionen von Sun Ra.

## Rezeption

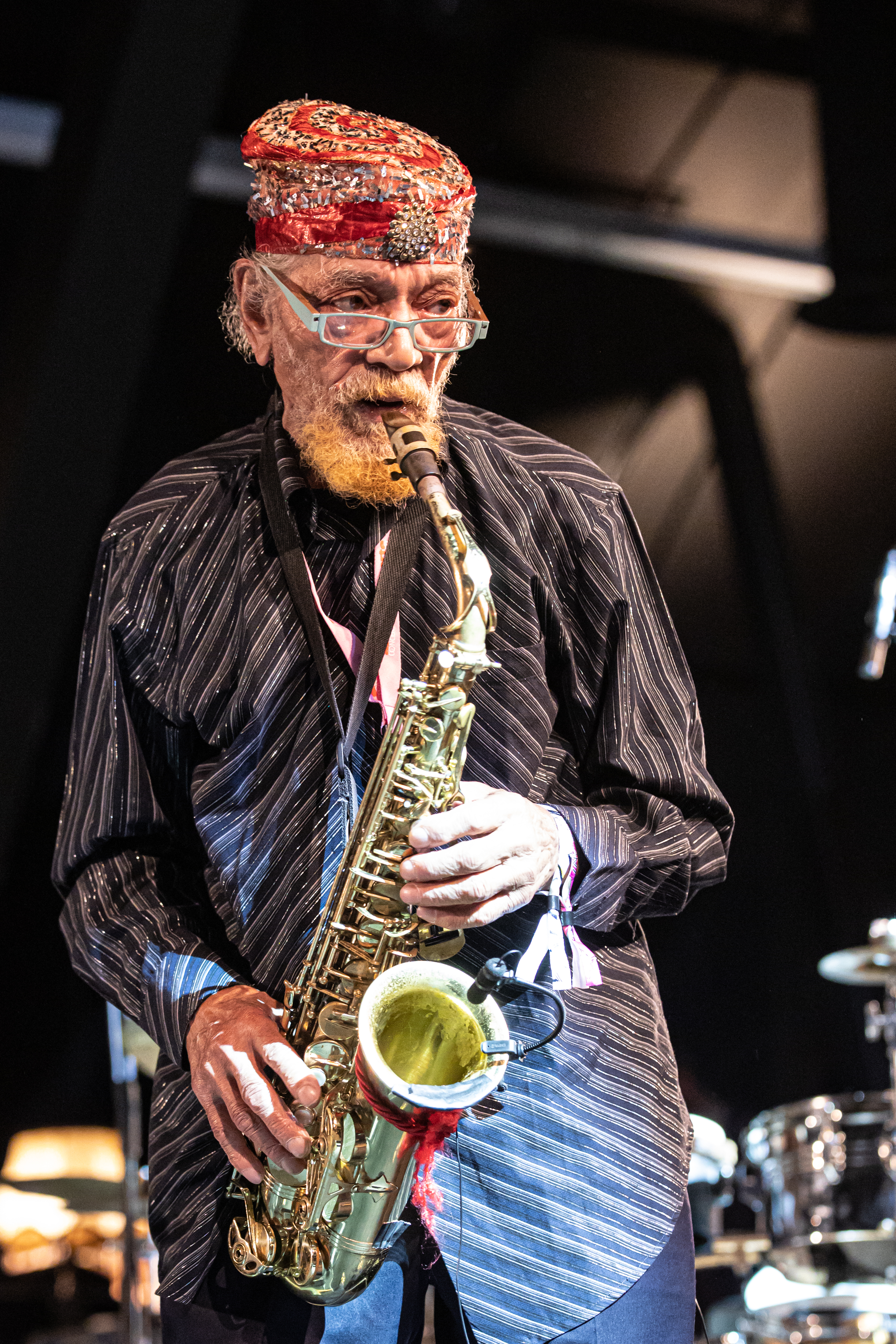
Sun-Ra-Arkestra-Mitglied Marshall Allen beim Moers Festival 2019

Das Album biete Hörern des 21. Jahrhunderts eine seltene Gelegenheit, Live-Mitschnitte mit einem unverwechselbaren musikalischen Geist zu erleben, schrieb Michael Ullman (The Arts Fuse). Das Label Jazz Detective würde klugerweise zuerst den stärkeren, später entstandenen Mitschnitt von 1977 darbieten; passenderweise beginne es mit einer Gruppenimprovisation namens „New Beginning“. Es sei Free Jazz vom Feinsten.
Sun Ra würde ein ultimativer, wenn nicht sogar der ultimative psychedelische Musiker bleiben, schrieb Ron Jacobs (Counterpunch). In seiner Komposition herrsche gleichzeitig Ruhe und Chaos, Kakophonie und Rhythmus. Es gebt Melodie und Wahnsinn; ein Kirchen[musik]-Revival, ein Free-Jazz-Karneval, eine Mardi-Gras-Tanzparty und Dixieland-Jamsession zusammen würden nur ansatzweise das Festival beschreiben, das ein Auftritt von Sun Ra ist. „Diese Musik geht über das menschliche Leben und seine Zeitlichkeit hinaus. Es hebt uns alle an einen Ort, den wir vielleicht nicht verdienen, von dem wir aber sicherlich profitieren können.“
Die Musik von Sun Ra zu beschreiben sei immer eine Herausforderung – vielleicht sogar noch schwieriger, wenn sie auf einer Live-Aufnahme dokumentiert sei, schrieb Troy Dostert (All About Jazz). Es könne dicht und undurchsichtig sein, manchmal sogar undurchdringlich. Aber es swinge auch mächtig, mit einem großzügigen Bigband-Sound, der außer den strengsten Jazzhörern auch allen gefallen dürfte. Es sei eine fesselnde Aufnahme und ein würdiger Eintrag in den ohnehin schon umfangreichen Katalog einer der eigenwilligsten Figuren des Jazz. „Wenn man alles zusammenfasst, wird man daran erinnert, dass Sun Ra mehr als nur einen besonderen musikalischen Moment in der Geschichte des Jazz darstellte“; er habe eine Bewegung geleitet, deren Nachhall noch immer zu spüren sei, selbst im 21. Jahrhundert, das er mit diesen Konzerten ankündigt habe.
Nach Ansicht von Glenn Astarita (All About Jazz) enthalte der Konzertmitschnitt „ein himmlisches Angebot voller Mystik und Intrigen“. Diese transzendente Sammlung enthülle nicht nur bisher unveröffentlichte Titel, sondern gewähre auch Zugang zur legendären Showcase Lounge, die vom ehrwürdigen Joe Segal betreut wurde. Ergänzt durch ein fesselndes Booklet mit Einblicken von Marshall Allen und Reflexionen von Jazzgrößen wie David Murray und Matthew Shipp düfte dieses Album zu einer wahren Fundgrube für Liebhaber der kosmischen Jazzwelt werden. Sun Ra, der rätselhafte Jazz-Maestro aus einer anderen Dimension, führe sein Arkestra durch eine klangliche Odyssee, die konventionelle musikalische Grenzen sprenge. Die Live-Aufnahmen auf der zweiten CD würden die Zuhörer in das "Herz eines interstellaren Spektakels" eintauchen lassen, wobei Gesänge und spielerisches Geplänkel das kosmische Fest noch verstärkten. Während einige Titel bei mehrmaligem Hören möglicherweise ihren anfänglichen Glanz verlieren, zeichne sich das 17-minütige Avantgarde-Jazz-Opus „Calling Planet Earth & The Shadow World“ als pulsierender Höhepunkt ab und entfache die Sinne mit seiner frenetischen Energie. Zev Feldman gebühre Dank für die Entdeckung dieser kosmischen Juwelen, die dafür sorgen, dass Sun Ras leuchtendes Erbe weiterhin in der riesigen Musikgeschichte erstrahle.
Nach Ansicht von Mike Jurkovic (All About Jazz) sind diese Konzerte „ein Liebesfest“. Es sei ein nachdenklicher und dennoch ausgelassener „Blick aus einer anderen Dimension“. Mit „Rose Room“ sei es eine umwerfende Anspielung auf die Dance-Hall-Tage, während Ra cool auf den elektrischen Tasten komponiert und Gilmore frei und kraftvoll bläst. Ra würde sein Keyboard bei „Theme of the Stargazers“ zum Wahnsinn treiben, was zu dem natürlichen, nachdrücklichen Schluss führe, der „Space Is The Place“ heißt. Natürlich sei es das. Willkommen dabei.
Wann immer Sun Ra und sein Arkestra zu dieser Zeit in Chicago spielten, war es eine Art Heimkehr, schrieb S. Victor Aaron (Something Else!). Die Entstehung und anfängliche Entwicklung von Sun Ra & Arkestra habe in den 50er Jahren in der Windy City stattgefunden, bevor sie 1961 nach New York zogen. Das Arkestra, das 1976/77 in sein altes Revier zurückkehrte, sei weitaus experimenteller gewesen als das, das 20 Jahre zuvor seine ersten Erfahrungen sammelte. Aber das habe auch für Chicago selbst gegolten: Die AACM-Bewegung hatte im Laufe des Jahrzehnts, das zu diesen Showcase-Terminen führte, Wurzeln geschlagen und blühte auf, und so sei das örtliche Publikum darauf vorbereitet gewesen, den verlorenen Sohn zu umarmen, der sich nicht nur körperlich, sondern auch künstlerisch entfernt hatte. Beim letzten gespielten Lied skandiert das Arkestra: „Zum 21. Jahrhundert sind es nur noch 24 Jahre“, aber die Hörer seien schon weit in diesem Jahrhundert angekommen und Sun Ras Musik aus diesen Aufführungen sei in gewisser Weise der Gegenwart noch voraus. At the Showcase sei eine Art Heimkehr, die einer Veröffentlichung mehr als würdig ist.